# The Lion King: The Gift
The Lion King: The Gift ist ein Soundtrackalbum der US-amerikanischen Sängerin Beyoncé, das im Juli 2019 erschien.

## Entstehung
Nachdem Beyoncé an dem Film Der König der Löwen von Jon Favreau als Sprecherin und Sängerin mitgewirkt hatte und hier Nala ihre Stimme lieh, kündigte die Sängerin zu der Premiere des Films mit The Lion King: The Gift ein eigenes Album an, das neben dem Soundtrack-Album zum Film veröffentlicht und von ihr produziert wurde. Beyoncé erklärte, dass auf diesem Album verschiedene Genres gemischt werden, unter anderem R&B, Pop, Hip-Hop und Afrobeat.
Neben Beyoncé waren an den insgesamt 14 Musikstücken Jay-Z, deren Tochter Blue Ivy Carter, Burna Boy, Kendrick Lamar, Donald Glover aka Childish Gambino, Pharrell Williams, Wizkid und Tierra Whack beteiligt. Sie arbeitete darüber hinaus auch mit einer Reihe von afrikanischen Musikern und Produzenten zusammen, darunter teils weniger bekannte Künstler, so mit dem nigerianischen Afro-Pop-Sänger Burna Boy, den nigerianischen Sängern Tekno, Yemi Alade und Mr Eazi, die in Don’t Jealous Me über Affen und Löwen sprechen und dabei Swahili sprechen, und dem kamerunischen Sänger Salatiel. Beyoncé erklärte: „Dieser Soundtrack ist ein Liebesbrief an Afrika, und ich wollte das beste Talent aus Afrika für mich gewinnen und nicht nur einige der Sounds verwenden und meine Interpretation vornehmen. Ich wollte, dass es in Bezug darauf, was an der Musik in Afrika so schön ist, authentisch wirkt.“
Das Album beginnt mit dem berühmten, von James Earl Jones gesprochenen Mufasa-Zitat „Everything you see exists together in a delicate balance“ („Alles was du siehst, lebt in einem empfindlichen Gleichgewicht zusammen“), unterlegt mit einem instrumentalen Intro, das nahtlos in den ersten von Beyoncé gesungenen Track Bigger übergeht. Der letzte auf dem Album enthaltene Song Spirit wurde erstmals in der Nacht der Premiere des Films am 9. Juli 2019 im Dolby Theatre in Hollywood vorgestellt. Dieser wurde von Beyoncé gemeinsam mit IIya Salmanzadeh und Timothy McKenzie geschrieben. Bei Spirit handelt es sich um den Titelsong des Films Der König der Löwen.

## Artwork
Auf dem Titel des Albums ist eine Skulptur des deutschen Künstlers Hedi Xandt abgebildet. Diese wurde eigens für The Lion King: The Gift angefertigt und zeigt zwei Löwen (den kraftvollen, jugendlichen Simba und seinen hageren Gegenpart, Scar) in einem ewigen Kreislauf des Kampfes. Die Körper der Katzen formen ein Yin-Yang-Symbol. Dem Künstler zufolge ist die Skulptur inspiriert von traditioneller afrikanischer Kunst, insbesondere von dem Goldschmuck der Baule. Sie ist außerdem in Szenen des Films bzw. "Visual Albums" Black Is King zu sehen, unter anderem als Ohrring.

## Veröffentlichung und Musikvideo
Die Erstveröffentlichung von The Lion King: The Gift erfolgte am 19. Juli 2019 bei Columbia Records und Parkwood Entertainment. Das Album erschien in seiner Originalausführung zum Download und Streaming mit 27 Titeln (Katalognummer: 886447863329).
Die Weltpremiere des Musikvideos zu Spirit erfolgte in der Nacht auf den 16. Juli 2019 auf ABC News.

## Titelliste
1. balance (mufasa interlude) – James Earl Jones
2. BIGGER – Beyoncé
3. the stars (mufasa interlude) – James Earl Jones
4. FIND YOUR WAY BACK – Beyoncé
5. uncle scar (scar interlude) – Chiwetel Ejiofor
6. DON’T JEALOUS ME – Tekno, Yemi Alade & Mr Eazi
7. danger (young simba & young nala interlude) – JD McCrary & Shahadi Wright Joseph
8. JA ARA E – Burna Boy
9. run away (scar & young simba interlude) – JD McCrary & Chiwetel Ejiofor
10. NILE – Beyoncé & Kendrick Lamar
11. new lesson (timon, pumbaa & young simba interlude) – Billy Eichner, Seth Rogen & JD McCrary
12. MOOD 4 EVA – Beyoncé, Jay-Z & Childish Gambino
13. reunited (nala & simba interlude) – Beyoncé & Donald Glover
14. WATER – Salatiel, Pharrell Williams & Beyoncé
15. BROWN SKIN GIRL – Beyoncé, Saint Jhn & Wizkid f. Blue Ivy Carter
16. come home (nala interlude)
17. KEYS TO THE KINGDOM – Tiwa Savage & Mr Eazi
18. follow me (Rafiki interlude) – John Kani
19. ALREADY – Beyoncé, Shatta Wale & Major Lazer
20. remember (mufasa interlude) – James Earl Jones
21. OTHERSIDE – Beyoncé
22. war (nala interlude)
23. MY POWER – Tierra Whack, Beyoncé & Moonchild Sanelly
24. surrender (simba & scar interlude) – Donald Glover & Chiwetel Ejiofor
25. SCAR – 070 Shake & Jessie Reyez
26. i’m home (mufasa, sarabi & simba interlude) – James Earl Jones, Alfre Woodard & Donald Glover
27. SPIRIT (From Disney’s “The Lion King”) – Beyoncé

## Singleauskopplungen
In der Woche nach seiner Veröffentlichung stieg Spirit auf Platz eins in die Kid Digital Song Sales Charts ein. Am 19. Juli 2019 stieg das Lied auf Platz 80 der britischen Charts ein, am 26. Juli 2019 auf Platz 98 der Billboard Hot 100. Brown Skin Girl stieg am 2. August 2019 auf Platz 76 in die Hot 100 ein, Mood 4 Eva auf Platz 90.
Singles in den Charts

| Jahr | Titel                         | Höchstplatzierung, Gesamtwochen, AuszeichnungChartplatzierungen (Jahr, Titel, , Platzierungen, Wochen, Auszeichnungen, Anmerkungen) | Höchstplatzierung, Gesamtwochen, AuszeichnungChartplatzierungen (Jahr, Titel, , Platzierungen, Wochen, Auszeichnungen, Anmerkungen) | Höchstplatzierung, Gesamtwochen, AuszeichnungChartplatzierungen (Jahr, Titel, , Platzierungen, Wochen, Auszeichnungen, Anmerkungen) | Anmerkungen                                                                                          |
| Jahr | Titel                         | UK | US | R&B | Anmerkungen                                                                                          |
| --- | ----------------------------- | --- | --- | --- | --- |
| 2019 | Spirit                        | UK59 (4 Wo.)UK | US98 (1 Wo.)US | R&B37 (2 Wo.)R&B | Erstveröffentlichung: 10. Juli 2019                                                                  |
| 2019 | Brown Skin Girl               | UK42 Silber · (6 Wo.)UK | US76 Gold · (1 Wo.)US | R&B27 (2 Wo.)R&B | Erstveröffentlichung: 23. Juli 2019 Verkäufe: + 775.000 mit Saint Jhn & Wizkid feat. Blue Ivy Carter |
| Folgende Lieder erschienen nicht als Single, wurden aber durch das Album zum Download und Streaming bereitgestellt und konnten somit eine Platzierung erlangen: |                               | | | | |
| |                               | | | | |
| 2019 | Mood 4 Eva                    | UK56 (2 Wo.)UK | US90 (1 Wo.)US | R&B33 (1 Wo.)R&B | Charteinstieg: 26. Juli 2019 mit Jay-Z & Donald Glover feat. Oumou Sangaré                           |
| 2019 | Can You Feel the Love Tonight | UK87 (2 Wo.)UK | — | — | Charteinstieg: 26. Juli 2019 Verkäufe: + 20.000 mit Donald Glover, Billy Eichner & Seth Rogen        |
| 2020 | Already                       | UK95 Silber · (1 Wo.)UK | US— GoldUS | — | Charteinstieg: 13. August 2020 Verkäufe: + 840.000; feat. Shatta Wale & Major Lazer                  |

## Rezeption

### Rezensionen
Bei Metacritic hat das Album einen Metascore von 77 und einen User-Score von 9,1.
A.D. Amorosi von Variety schreibt, das Album das den Klängen und der Seele Afrikas gewidmet ist, sei von einer hymnischen Musikalität, auch wenn es nicht die gleiche avantgardistische Prägung wie Beyoncés letztes Album Homecoming habe, doch dies mache es durch Geschmack, Herz und Seele wieder wett. Für Amorosi beschwört Beyoncés unterhaltsamer Song Otherside, der mit einer Klaviermelodie beginnt, die gegen Ende dem süßen Swahili-Geflüster weicht, den Wechsel von einer Eurozentrik zur Afrozentrik.
Alexis Petridis vom Guardian bemerkt, die anfänglichen Riffs in Bigger und Find Your Way Back wirkten wie Riffs auf Circle of Life, wobei er letzteres Stück als einen dezenten Pop-Track beschreibt, der mit einem von Afrobeats inspirierten Rhythmus unterlegt ist. Durch ihre Einbindung in das Album würden die Afrobeats in einem völlig neuen Licht erscheinen, so Petridis weiter. Das Album beweise so Beyoncés exzellenten Geschmack.
Sandra Gonzalez von CNN schreibt: „Mit Spirit zeigt Beyoncé meisterhaft ihre Kraft und stimmlichen akrobatischen Fähigkeiten.“ Luisa Hemmerling von Noizz.de empfindet Spirit nicht als den besten Song des Albums. Sie bemerkt, die Songs seien teilweise rhythmische Oden an die afrikanische Kultur, ohne dabei wie ein traditionelles Kultur-Album zu wirken: „Es ist ein pop-kulturelles Werk mit klarer Inspiration, die sich durch die Texte, Instrumentalisierung und Lyrics zieht.“ Das Album versprühe Lebensfreude, Stolz und Tradition, verpackt als aufregendes musikalisches Projekt, so Hemmerling weiter.

### Preise
Bei der anstehenden Oscarverleihung 2020 befand sich der Song Spirit in einer Shortlist in der Kategorie Bester Song. Im Folgenden weitere Nominierungen.
Critics’ Choice Movie Awards 2020
- Nominierung als Bester Song („Spirit“)

Golden Globe Awards 2020
- Nominierung als Bester Filmsong („Spirit“, Beyoncé)

Grammy Awards 2020
- Nominierung als Best Pop Solo Performance („Spirit“, Beyoncé)
- Nominierung als Best Pop Vocal Album (Beyoncé)

Grammy Awards 2021
- Nominierung als Best Music Video („Brown Skin Girl“, Beyoncé und Jenn Nkiru; Lauren Baker, Astrid Edwards, Nathan Scherrer und Erinn Williams)[19]

NAACP Image Awards 2020
- Nominierung als Bestes Soundtrack/Compilation Album (Beyoncé)
- Nominierung als Bester Song – Traditional („Spirit“, Beyoncé)[20]

## Kommerzieller Erfolg

### Chartplatzierungen
The Lion King: The Gift avancierte zum Top-10-Erfolg in den Vereinigten Staaten (Rang 2), den Niederlanden (Rang 3) und Dänemark (Rang 9).
| ChartsChartplatzierungen       | Höchstplatzierung | Wochen |
| ------------------------------ | ----------------- | ------ |
| Deutschland (GfK)              | 48 (1 Wo.)        | 1      |
| Österreich (Ö3)                | 37 (1 Wo.)        | 1      |
| Schweiz (IFPI)                 | 20 (4 Wo.)        | 4      |
| Vereinigte Staaten (Billboard) | 2 (7 Wo.)         | 7      |

### Auszeichnungen für Musikverkäufe
| Land/Region                  | Auszeichnungen für Musikverkäufe (Land/Region, Auszeichnung, Verkäufe) | Verkäufe |
| ---------------------------- | ---------------------------------------------------------------------- | -------- |
| Dänemark (IFPI)              | Gold                                                                   | 10.000   |
| Vereinigte Staaten (RIAA)    | Gold                                                                   | 500.000  |
| Vereinigtes Königreich (BPI) | Silber                                                                 | 60.000   |
| Insgesamt                    | 1× Silber · 2× Gold ·                                                  | 570.000  |

Hauptartikel: Beyoncé/Auszeichnungen für Musikverkäufe